# 通旅镇
通旅镇，是中华人民共和国四川省资阳市乐至县下辖的一个乡镇级行政单位。

## 行政区划
通旅镇下辖以下地区：
道士观村、七盘寺村、复兴庙村、泗洞桥村、红紫厂村、玉皇观村、乐阳桥村、高庙村、新桥村、九龙寨村、龙王堂村、明月寺村、龙桥村、紫金山村、花书房村、鲍家沟村和倒座庙村。